# Classeya luteomarginata
Classeya luteomarginata là một loài bướm đêm trong họ Crambidae.